# Sergej Petrovič Borodin
Sergej Petrovič Borodin (rusky Сергей Петрович Бородин); 12. záříjul./ 25. září 1902greg., Moskva – 22. června 1974, Taškent) byl ruský spisovatel, prozaik a etnograf.

## Život
Narodil se v Moskvě jako syn šlechtice. Jeho matka pocházela z knížecího rodu Tatar Kasimov. Mládí strávil ve městě Tula v provincii Tula Beljow. Brzy začal s psaním a jeho první básně byly publikovány již v roce 1922 v almanachu Rubeschi (Рубежи). Od roku 1922 do roku 1926 navštěvoval literární a umělecký institut (Высший литературно-художественный институт) v Moskvě.
V letech 1923 až 1926 se účastnil vědeckých výprav do Střední Asie – do Kazachstánu, Tádžikistánu, Arménie, na Pamír. Odtud čerpal náměty historických próz, zejména z období mongolského vpádu do Ruska. Vznikl tak román, který vyšel i v češtině, s názvem Dmitrij Donský (Дмитрий Донской). V tomto románě líčí boje se Zlatou hordou, boje ruského lidu proti Tatarům ve 14. století. Za tento román získal státní cenu. Do roku 1941 psal pod pseudonymem Amir Sargidžan. V roce 1951 se přestěhoval do Taškentu.
Jeho prvním otištěným románem v roce 1932 byla Poslednjaja Buchara (Последняя Бухара), následoval román Jegiptjanin (Египтянин) v roce 1933. Ze života národů Střední Asie a Zakavkazska v době pochodů dobyvatele Timura (přelom 14. a 15. století) čerpá trilogie Hvězdy nad Samarkandem (Звёзды над Самаркандом), jež se stala velmi populární.
Na začátku 21. století bylo v taškentském domě, kde Sergej Petrovič Borodin žil v letech 1950–1974, zřízeno muzeum.

## Dílo
- Poslednjaja Buchara (Последняя Бухара), 1932
- Jegiptjanin (Египтянин), 1933
- Master ptic, 1934
- Dmitrij Donskoj (Дмитрий Донской), Goslitizdat 1942
- Utren'ka, Sverdlovsk, OGIZ, 1942
- Sobranie sočinenij v 5 tomach, GIChL „Taškent“, 1958
- Zvezdy nad Samarkandom (Звёзды над Самаркандом)
  - Chromoj Timur (Chromý Timur) (Хромой Тимур), 1955
  - Kostry pochoda (Vatry na pochodu) (Костры похода), 1962
  - Roman v dvuch knigach (Bleskurychlý Bajazet) (Молниеносный Баязет), 1973